# Озерна вулиця (Київ, Оболонський район)
Озе́рна ву́лиця — вулиця в Оболонському районі міста Києва, житловий масив Оболонь. Пролягає від Оболонського проспекту до Богатирської вулиці.

## Історія
Виникла у 1977–1978 роках як вулиця без назви. Сучасну назву офіційно затверджено у 1982 році (доти існувала як народна).

## Заклади та будівлі

### Заклади освіти
- Середня загальноосвітня школа № 168 (№ 2)
- Середня загальноосвітня школа № 256 (№ 2-а)
- Дошкільний навчальний заклад № 613 (№ 8-а)
- Дошкільний навчальний заклад № 614 (№ 18-а)

### Підприємства та організації
- КП «Монтекс» (№ 1)
- Електродепо «Оболонь» КП «Київський метрополітен» (№ 3)
- Управління Пенсійного фонду України в Оболонському районі м. Києва (№ 26-а)